# Riverberazione e forza della scia

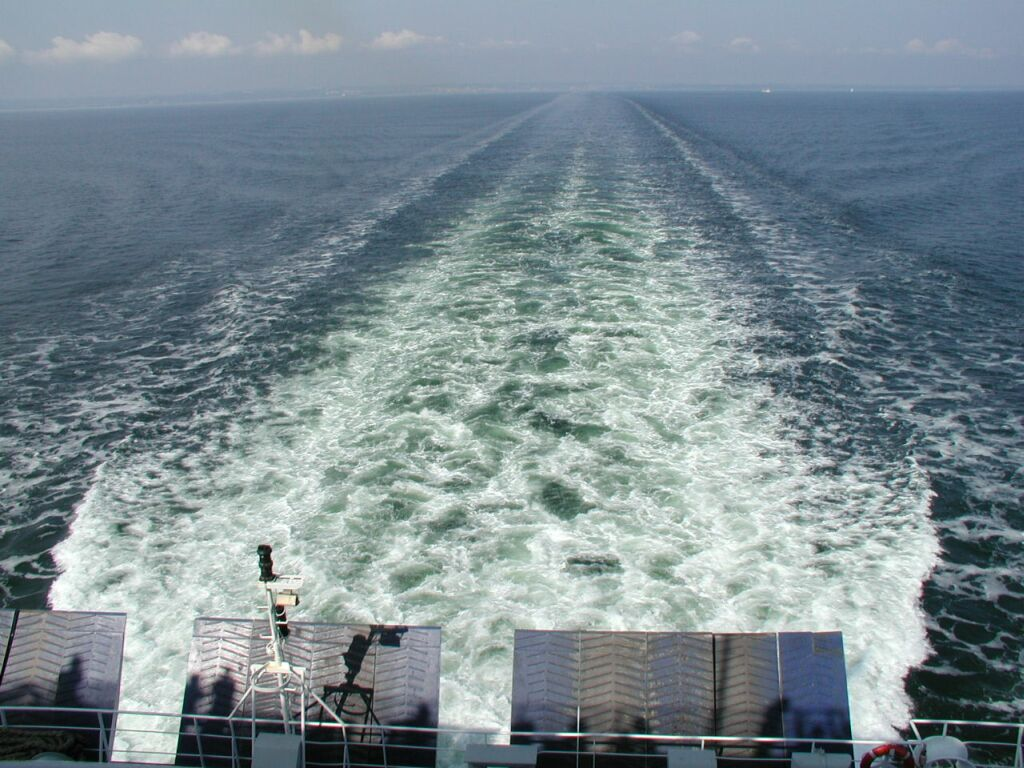
Scia provocata da un semovente navale

L'analisi degli effetti della scia dei semoventi navali nella scoperta sonar 
riguarda le problematiche che la scia stessa crea sulla scoperta attiva o passiva.
Nella fase di ricerca sonar in attivo, durante l'emissione degli impulsi, la principale generatrice di falsi echi è la scia di una nave o di un sottomarino.
Nella fase di ricerca sonar in passivo la scia tende a schermare i bersagli riducendo la portata di scoperta del sonar.
La scia dei semoventi navali di superficie è nettamente visibile, quella dei sottomarini è visibile soltanto dall'alto su ricognizione aerea.

## Effetti della scia
Il fenomeno della scia è subordinato da innumerevoli variabili difficilmente determinabili durante la navigazione ordinaria di un sottomarino in fase di scoperta sonar.
Uno degli aspetti più significativi degli echi da scia è dovuto alla sua caratteristica di
decadenza nel tempo che lo rende distinguibile dagli echi dei bersagli veri. 
La scia gioca un ruolo anche nella fase di scoperta sonar indirizzata alla localizzazione di bersagli attivi; il rumore emesso da questi può essere mascherato dall'effetto schermante della scia di altra unità navale.
Similmente alla riverberazione che si genera nella fase d'emissione di un impulso quando il sonar esegue la ricerca con il metodo dell'eco anche l'energia irradiata dalla scia genera riverbero.
La valutazione del riverbero dovuto alla scia colpita dall'impulso del sonar è molto complessa, è spesso sostituita da grafici a carattere sperimentale che mostrano il suo decadimento in funzione del tempo.

## Comportamento della scia
La turbolenza della scia si diffonde rapidamente per una frazione della lunghezza della nave, e si allarga leggermente in seguito.
La divergenza della scia è stata misurata in diversi casi ed è risultata variare da  {\displaystyle 0.5}° a {\displaystyle 5}°.
La schiuma, che rende visibile la scia da lontano, gradualmente scompare, ma solo molto tempo dopo che la nave è passata.
La scia visibile di una nave ad alta velocità si estende, a poppa, da {\displaystyle 20} a un massimo di {\displaystyle 50} lunghezze della nave stessa.
Le proprietà acustiche della scia dipendono dalla presenza di bolle d'aria. 
Fotografie aeree mostrano che un gran numero di bolle rimangono nella scia per diversi minuti, è probabile che alcune restino sospese nell'acqua anche dopo che la schiuma visibile sia scomparsa.

## La scia e il sonar attivo
Una ricerca sperimentale ( USA )
 è stata condotta impiegando un sonar che emette impulsi alla scoperta di un bersaglio a forma di sfera; tra il sonar ed il bersaglio si è creata una scia con il passaggio di una nave di superficie.
Risultati della ricerca: 
- L'eco spurio dovuto alla scia della una nave si allunga gradualmente e decresce d'intensità presumibilmente a causa della diffusione della scia e la graduale scomparsa delle bolle nel tempo.

- La caratteristica decrescenza dell'aspetto lo rende sufficientemente discriminabile rispetto all'eco di un bersaglio.

- La scia crea una sorta di schermo acustico tra il bersaglio ed il sonar e produce sensibile attenuazione dell'eco della sfera.

- La scia investita dall'impulso del sonar crea una sensibile riverberazione che dipende, sia dalla distanza tra sonar e scia, sia dalle dimensioni delle bolle che la formano.

Indagini simili alla precedente sono state sviluppate, con molte difficoltà, sulla scia di un sottomarino ottenendo risultati non sempre concordanti.

## Forza della scia
Similmente alla definizione della forza di un bersaglio indicata con la sigla {\displaystyle TS}   espressa in {\displaystyle dB} (decibel),  è stato attribuito alla scia, in base alle proprie caratteristiche riflettenti, il nome di forza della scia con il simbolo Errore del parser (SVG (MathML può essere abilitato tramite plug-in del browser): risposta non valida ("Math extension cannot connect to Restbase.") dal server "http://localhost:6011/it.wikipedia.org/v1/":): {\displaystyle  TSw }
, espressa in {\displaystyle dB}. 
Il valore del Errore del parser (SVG (MathML può essere abilitato tramite plug-in del browser): risposta non valida ("Math extension cannot connect to Restbase.") dal server "http://localhost:6011/it.wikipedia.org/v1/":): {\displaystyle   TSw }
  è legato a variabili difficilmente determinabili,è ottenuto prevalentemente da grafici o tabelle frutto di rilievi sperimentali.
Il {\displaystyle TSw}  si esaurisce nel tempo, con il dissolversi della scia, fino ad annullarsi.

## Valutazione dell'intensità del riverbero
In modo analogo alla generazione della riverberazione che si sviluppa nella fase d'emissione di un impulso quando il sonar esegue la ricerca con il metodo dell'eco anche l'energia riflessa dalla scia genera riverbero.
La valutazione del riverbero dovuto alla scia colpita dall'impulso del sonar è molto complessa, è spesso sostituita da grafici a carattere sperimentale che mostrano il suo decadimento in funzione del tempo.
La valutazione del riverbero dovuto alla scia colpita dall'impulso del sonar è sintetizzato dall'espressione:
Errore del parser (SVG (MathML può essere abilitato tramite plug-in del browser): risposta non valida ("Math extension cannot connect to Restbase.") dal server "http://localhost:6011/it.wikipedia.org/v1/":): {\displaystyle  RLw = SL - 40 \cdot log_{10} {R} + Sw +  10 \cdot log_{10} {va} }

dove:
Errore del parser (SVG (MathML può essere abilitato tramite plug-in del browser): risposta non valida ("Math extension cannot connect to Restbase.") dal server "http://localhost:6011/it.wikipedia.org/v1/":): {\displaystyle SL  = }
  livello di pressione acustica generato durante l'emissione dell'impulso da parte del sonar; caratteristica dell'apparato espressa in Errore del parser (SVG (MathML può essere abilitato tramite plug-in del browser): risposta non valida ("Math extension cannot connect to Restbase.") dal server "http://localhost:6011/it.wikipedia.org/v1/":): {\displaystyle dB/ \mu Pa / 1 \ m}

Errore del parser (SVG (MathML può essere abilitato tramite plug-in del browser): risposta non valida ("Math extension cannot connect to Restbase.") dal server "http://localhost:6011/it.wikipedia.org/v1/":): {\displaystyle R  = }
  variabile indipendente che indica la lunghezza del percorso dei raggi acustici in mare; la distanza tra il sonar e la scia.
{\displaystyle Sw=} coefficiente di diffusione della scia espresso in {\displaystyle dB}.
{\displaystyle va=} quella parte del volume della scia che genera il riverbero.
Questa funzione è di difficile applicabilità pratica sul campo, di gran lunga più di quanto non siano le funzioni relative alla riverberazione di volume, superficie e fondo nelle fasi di emissioni sonar. 
L'elaborazione della formula è spesso sostituita da grafici ottenuti per via sperimentale.

## Generazione della scia

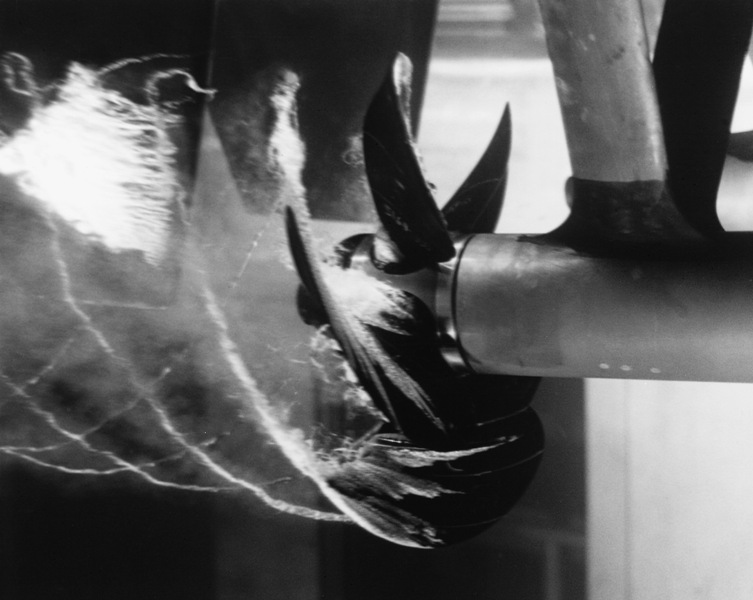
Generazione della scia: elica in cavitazione

I meccanismi che generano le bolle della scia sono da individuarsi principalmente nella cavitazione delle eliche  Archiviato il 26 luglio 2021 in Internet Archive. fenomeno dovuto a movimenti di corpi in acqua che aggregano, in piccole bolle, i gas che si trovano disciolti naturalmente nei liquidi.
Il {\displaystyle TSw} della scia è tanto più consistente quanto è elevata la velocità di rotazione delle eliche, dipende quindi della velocità del semovente.
Il {\displaystyle TSw} dipende inoltre dal profilo delle eliche e dalla temperatura dell'acqua.
Le eliche non sono l'unica fonte delle bolle di cavitazione; la nave nel suo complesso si muove attraverso l'acqua e la cavitazione può verificarsi in altre parti dello scafo tanto più le dimensioni di queste siano piccole.

## note
Annotazioni
1. ↑  Non risulta che misure analoghe siano state fatte in Italia, almeno fino al 2012.
2. ↑   La forza di un bersaglio indica la sua potenzialità nella riflessione dell'eco; è indicata con la sigla TS ( in inglese Targeth Strengt)
3. ↑  Misure sul TS di sottomarini, corpi sferici e cilindrici, sono state sviluppate in Italia dal 1951 in poi.
4. ↑  La forza della scia indica la potenzialità della stessa nella riflessione dell'eco; è indicata con la sigla TSw ( in inglese Targeth Strengt wake)
5. ↑   Strutture cilindriche, opportunamente trainate da semoventi marini, avevano al loro interno dispositivi per la generazione di bolle in acqua allo scopo di creare pseudo bersagli per ingannare la ricerca sonar.

Fonti
1. ↑  Del Turco, pp. 221-227.
2. ↑  De Dominics, pp. 376-383.
3. ↑  Urick,  pp. 291-329.
4. ↑  R.M. RICHTER, J.A.S.A. 36-864, 1964.
5. ↑  Del Turco, pp. 181-182.